# HD 50643
HD 50643，又名BD-18 1594，SAO 152056、HR 2566，是一颗恒星，视星等为6.14，位于銀經230.11，銀緯-8.1，其B1900.0坐标为赤經6h 48m 59.1s，赤緯-18° -8.1′ 38″。